# Geeta Bali
Harikirtan Kaur (Amritsar, 1930 - 21 de enero de 1965), conocida como Geeta Bali, fue una actriz de la India. Es uno de los rostros más famosos de Bollywood.
Se casó en 1955 con Shammi Kapoor, de una de las familias más importantes del cine indio. Ella era la tía de Yogeeta Bali.
A pesar de que falleció a los treinta y cinco años de viruela, su filmografía es muy amplia. En las películas fue acreditada a menudo con nombres diferentes, entre ellos Miss Haridarshan. Se convirtió en una estrella en los años cincuenta, a futuro trabajaron en el cine también familiares como el hermano de Shammi Kapoor Raj Kapoor y el padre de Shammi de nombre Prithviraj Kapoor.
Su seguidor era Surinder Kapoor, hoy en día es un productor de cine.

## Filmografía parcial
- 1950: Bawre Nain... Tara

- 1951: Baazi... Lena

- 1952: Jaal... María

- 1953: Baaz... Nisha N. Das

- 1954: Kavi... Basanti

- 1955: Vachan... Kamla, figlia di Dinanath

- 1963: Jab Se Tumhe Dekha Hai... Mohini